# Peleteria popelii
Peleteria popelii là một loài ruồi trong họ Tachinidae.